# St. Bernhard (Niemcy)
St. Bernhard, Sankt Bernhard – miejscowość i gmina w Niemczech, w kraju związkowym Turyngia w powiecie Hildburghausen, wchodzi w skład wspólnoty administracyjnej Feldstein.